# Un vals vienez

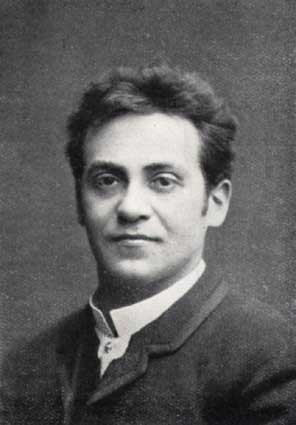
Alexander Girardi

Un vals vienez (titlul original: în germană Der Komödiant von Wien) este un film dramatic-biografic austriac, realizat în 1954 de regizorii Karl Paryla, și Karl Stanzl, protagoniști fiind actorii Karl Paryla, Christl Mardayn, Angelika Hauff și Marianne Schönauer.
Sub propria sa regie, Karl Paryla joacă rolul legendarului actor de scenă Alexander Girardi.

## Rezumat
Filmul urmărește patru decenii, din 1870 până în 1910, din viața lui Alexander Girardi. De tânăr, Girardi a lucrat ca ucenic în metalurgie, dar a visat mereu la scenă. Într-o zi, pleacă la Viena pentru a-și realiza acest vis. Începutul se dovedește a fi dificil, iar Girardi trebuie să se mulțumească inițial cu roluri de duzină în locuri nesemnificative.
Tânărului îi este greu să se afirme împotriva intrigilor care înfloresc în lumea teatrului. Datorită unei recomandări făcute de celebrul compozitor Franz von Suppè, a reușit să se afirme. A obținut protecția fiului regelui valsului Johann Strauss, care a compus chiar și un vals pentru Girardi. Ca actor și cântăreț popular la Theater an der Wien, care nu se ferește de la tonurile critice față de stabilimentul vienez, Alexander Girardi atinge o mare popularitate în rândul oamenilor de rând și după o concurență acerbă cu colegul său Felix Schweighofer, devine un iubit absolut al publicului.
Drept urmare, femeile încep să fie interesate de el, nu întotdeauna din motive nobile. Una dintre acele femei, colega actriță Helene Odilon, a reușit să-l determine să se căsătorească cu ea. La fel de elegantă și destul de lipsită de caracter Helene, care în prezent are succes la Volkstheater din Viena în rolul unei doamne de salon cu maniere șlefuite care i se potrivește de minune, speră să câștige o parte din faima lui Girardi prin această relație. Dar apoi își înșală soțul. Atunci când Alexander Girardi se desparte de ea, fosta sa soție începe să comploteze masiv împotriva lui și chiar încearcă să-l declare nebun pe Girardi. Intriga Helenei eșuează, iar datorită colegei, actrița Katharina Schratt, care îi prezintă cazul iubitului ei, împăratul Franz Joseph I, Girardi este complet reabilitat. În cele din urmă, comediantul popular a atins apogeul recunoașterii când a primit în sfârșit un contract la prestigiosul Burgtheater. Acum a ajuns acolo unde și-a dorit dintotdeauna.

## Distribuție
- Karl Paryla – Alexander Girardi
- Christl Mardayn – Josefine Gallmeyer
- Angelika Hauff – Helene Odilon
- Marianne Schönauer – Marie Geistinger
- Alma Seidler – Alexander Girardis Mutter
- Vilma Degischer – Katharina Schratt
- Grete Zimmer – Gräfin Stürgheim
- Alfred Neugebauer – Graf Stürgheim
- Otto Wögerer – Baron Schildkorn
- Eduard Strauss junior – Johann Strauss (fiul)
- Wolfgang Heinz – Franz von Suppè
- Oskar Wegrostek – Felix Schweighofer
- Friedrich Neubauer – Rotter
- Kurt Preger – Friese
- Heinz Schulbaur – Strampfer